# Jules Lardière
Pour les articles homonymes, voir Lardière.
Jules Lardière (parfois écrit Lardières), né à Falaise (Calvados)  le 19 février 1829, mort à Corbie (Somme), le 18 novembre 1876 était un industriel, journaliste, haut fonctionnaire et homme politique français. 

## Biographie

### Jeunesse et formation
Jules Lardières, issu d'une famille d'industriels du textile de Normandie, fut élève au lycée Henri-IV de Paris. Il obtint le baccalauréat ès lettres en 1845. Il travailla ensuite dans la filature de coton de son père,Pierre Lardière, à Falaise, puis s'engagea en politique.

### L'engagement républicain
De conviction républicaine radicale et libre-penseur, il devint l'ami de Ledru-Rollin et partisan de Gambetta. Il protesta contre le coup d'État du 2 décembre 1851, et s'exila à Genève. Il rentra en France l'année suivante, où il reprit le travail à Falaise, puis il fut employé d'une bonneterie à Paris. Il acheta en 1862 une fabrique de bonneterie à Fouilloy dans la Somme. 
Fixé dans la Somme, il fonda, en 1869, avec René Goblet et Frédéric Petit, le quotidien Le Progrès de la Somme, journal républicain de gauche de tendance radicale,.

### Préfet de la Défense nationale

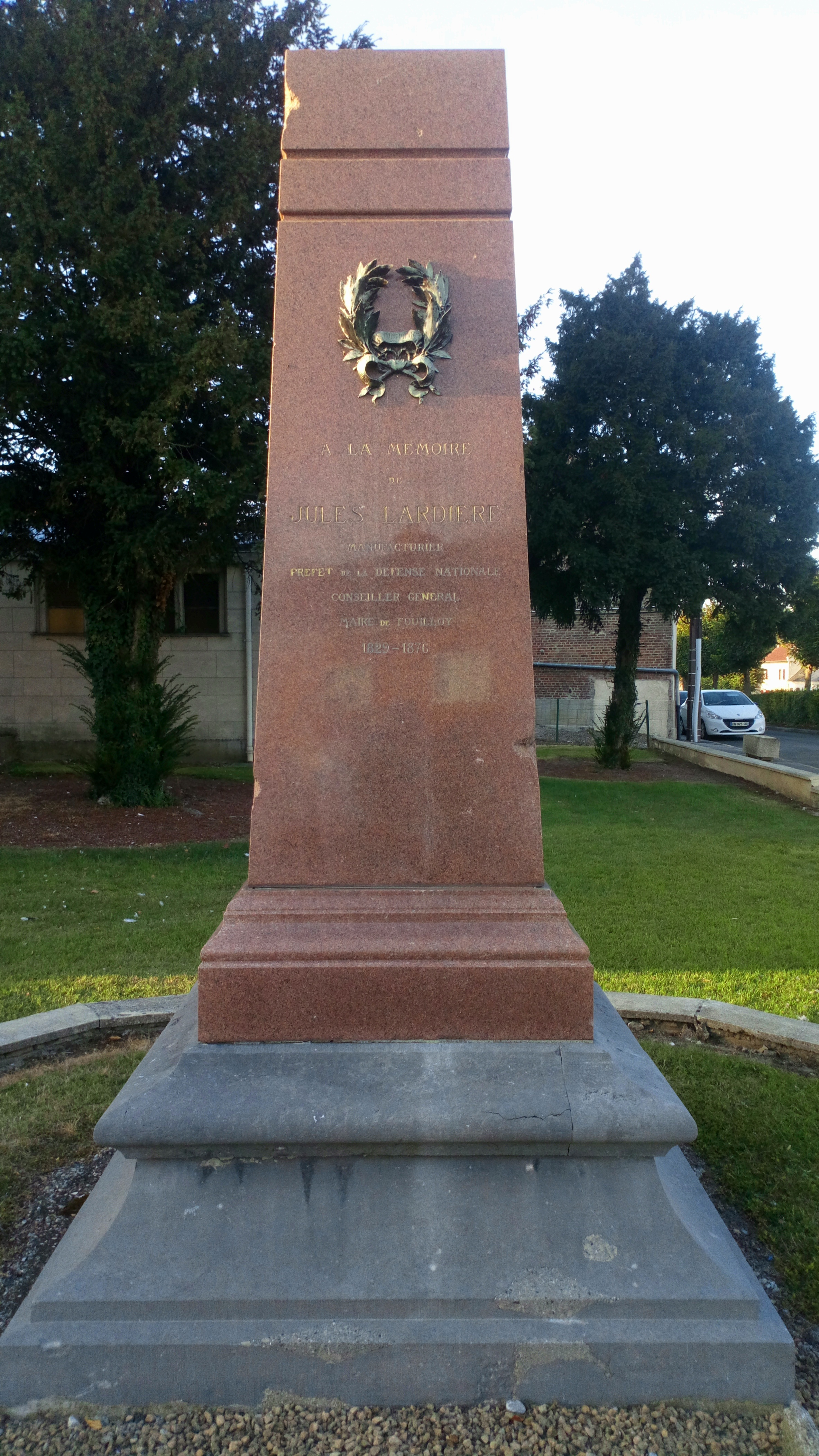
Fouilloy (Somme), monument à Jules Lardières

Nommé par le Gouvernement de la Défense nationale préfet de la Somme, le 5 septembre 1870, il démissionna le 22 septembre pour être candidat aux élections, mais retira sa démission et reprit sa fonction le 24 octobre 1870. Il était alors président du Comité militaire de défense. La ligne de la Somme tint jusqu'au 24 novembre 1870, quand les armées prussiennes traversèrent la Somme à Corbie. Lardière installa le 28 novembre la préfecture à Abbeville, tandis que l'occupant prussien nommait en décembre 1870 Sultzer préfet à Amiens. Après l'armistice du 28 janvier 1871, Abbeville fut cédée aux Prussiens, et Lardière déplaça le siège de l’administration départementale à Rue. Le 6 février 1871, il démissionna de ses fonctions pour être candidat aux élections législatives du 7 février 1871 dans la Somme, mais ne fut pas élu. Le jour des élections, les Prussiens saisirent toutes les archives administratives et fermèrent les bureaux de Rue. La préfecture de la Somme fut alors transférée à Boulogne-sur-Mer où elle resta jusqu’au 22 juillet.

### Élu local
En octobre 1871, il fut élu membre du conseil général de la Somme pour le canton de Corbie. 
Maire de Fouilloy et conseiller général de 1871 à 1873, il démissionna pour protester contre les mesures d’ordre moral prises par le gouvernement. Il redevint maire de Fouilloy en 1876.

## Hommages
- Amiens, Corbie et Fouilloy, ont donné le nom de Jules Lardière à une rue.
- À Fouilloy, un monument a été érigé à sa mémoire, près de l'église.